# Tibor Yost
Tibor Yost (* 15. März 1896 in Budapest; † 8. Mai 1968 in Hof (Saale)) war ein ungarischer Drehbuchautor.

## Leben
Yost studierte Jura in Budapest, danach arbeitete er dort und in Wien bis 1926 als Journalist. Dann ging er nach Berlin, wo er sich als freischaffender Autor und Journalist niederließ.
1935 lieferte er seinen ersten Drehbuchbeitrag zu einem deutschen Film. Seit 1945 war er neben Hans Seidel Mitherausgeber der Hofer Zeitung Frankenpost. Daneben beteiligte er sich als Co-Autor an mehreren Filmprojekten, besonders Heimatfilmen. Von ihm stammt auch die Filmnovelle zu dem 1952 gedrehten Cuba Cabana.

## Filmografie
- 1935: Der Zigeunerbaron
- 1948: Schuld allein ist der Wein
- 1949: Vagabunden
- 1949: Ich mach dich glücklich
- 1951: Das letzte Rezept
- 1952: Mein Herz darfst Du nicht fragen
- 1952: Wenn abends die Heide träumt
- 1955: Der Pfarrer von Kirchfeld
- 1955: Wenn die Alpenrosen blüh’n
- 1955: Sohn ohne Heimat
- 1956: Das Bad auf der Tenne
- 1956: Du bist Musik
- 1956: Johannisnacht
- 1957: Wetterleuchten um Maria
- 1957: Almenrausch und Edelweiß
- 1957: Wenn Frauen schwindeln
- 1960: Gustav Adolfs Page
- 1962: Der Zigeunerbaron (Drehbuchbeteiligung)